# محاسب قانوني معتمد
المحاسب القانوني المعتمد (بالإنجليزية: Certified Public Accountant/CPA)‏ هي شهادة تم تصميمها من قبل معهد المحاسبين القانونيين المعتمدين بالولايات المتحدة (AICPA) والذي يعمل علي تحديد المحتوي العلمي الخاص بمناهج الشهادة كما يقر ويعتمد مختلف المناهج الصادرة عن الناشرين وينظم وينسق الامتحانات مع مراكز الاختبار في جميع أنحاء الولايات المتحدة الأمريكية، لإضفاء صفة الاعتماد المهني العالمي للعاملين بالمجال. وتحتل شهادة المحاسب القانوني المعتمد مكانة مرموقة في الأوساط المحاسبية حيث يحظى من يحملونها باحترام المجتمع المحاسبي ويحصلون على الفرصة الكاملة للتأهل للوظائف القيادية في مجالهم، كما أنها تضفي الصفة المهنية على ممارساتهم في هذا المجال.
العديد من الولايات لديها (أو كان لها) مستوى أدنى من التأهيل محاسبي أدنى من CPA، وعنوانه عادة "محاسب العام" أو "محاسب مرخص" أو "المحاسب العام المرخص" (مع كتابتها بالحروف "PA" أو "LPA")، على الرغم من الشهادات الأخرى تضمنت "محاسب قانوني مسجل (RBA)، "ممارس المحاسبة" (AP)، و"ممارس المحاسبة مسجل" (RAP). كان المقصود من هذه التسميات في الاصل لترخيص المحاسبين بطريقة غير معتمدة الذين كانوا يمارسون المحاسبة العامة قبل سن قانون المحاسبة الحكومية التي من شأنها أن تعمل على تنظيم مهنة المحاسبة. غالبية الولايات قد أغلقت تسمية "محاسب العام" (PA) إلى الوافدين الجدد، إلا ستة ولايات استمرت في تقديم التعيين. العديد من PAs تنتمي إلى الجمعية الوطنية للمحاسبين.
بالإضافة الي ذلك في تكساس يحظر استخدام التسميات «المحاسب» و«المراجع» من الأشخاص غير المعتمدين من «CPA تكساس»، إلا إذا كان ذلك الشخص حاصل على CPA في ولاية أخرى، غير مقيم في تكساس، وخلاف ذلك يلبي الاحتياجات اللازمة والمطلوبة لممارسة المهنة في تكساس.
والعديد من البلدان الأخرى أيضا تستخدم CPA كتسمية للمحاسبين القانونيين المحليين.

## الخدمات التي يقدمها المحاسبون القانونيون المعتمدون (CPAs)
تتمثل المهام الرئيسية CPA الوفاء بمهام المتصلة بخدمات الفحص والتحقق، أو المحاسبة العمومية. في خدمات الفحص والتحقق، المعروف أيضا باسم خدمات مراجعة الحسابات المالية، محاسب القانوني يكون شاهد على موضوعية الإفصاحات، والتحرر من أخطاء جوهرية، والتقيد بتطبيق بالمبادئ المحاسبية المتعارف عليها (GAAP) في البيانات المالية. وأن محاسبين القانونيين يمكن أيضا أن يوظفوا من قبل الشركات، يطلق عليه «القطاع الخاص» في الوظائف المالية مثل المدير المالي (CFO) أو كمدير الشؤون المالية، أو كرئيس التنفيذي (CEO) نتيجة لمعرفتهم الكاملة بالعمليات التجارية وكيفية ممارستها. وهؤلاء المحاسبين القانونيين لا يقدمون الخدمات المباشرة للجمهور.
على الرغم من أن بعض هؤلاء المستشارين بمثابة الاستشاريين الأعمال، ومناخ الاستشارات قد تغير قي أعقاب فضيحة شركة انرون Enron scandal. ونتيجة إلى هذا قد أدى في بيع الاستثمارات في أقسام الاستشارات من قبل العديد من شركات المحاسبة. وقد عكس ذلك الاتجاه منذ ذلك الحين. في مراجعة التعاقدات، CPAs هم مطالبون على الدوام بالالتزام بالمعايير المهنية والقوانيين الاتحادية والدولية والحفاظ على الاستقلالية (الذاتية والموضوعية) عند إعطاء راخي محايد على عدالة المركز المالي. ومع ذلك فاخن معظم الأفراد CPAs الذي يعملون كمستشاريين لا يستطيعون العمل كمدققي الحسابات «مراجع»، بمعنى لا يمكن الجمع بين النشاطين.
المحاسبين القانونيين CPAs أيضا لهم مكانة في قطاع الضرائب وإعداد ضريبة الدخل للعديد من الشركات الصغيرة والمتوسطة الحجم على حد سواء، وفي الضرائب وإدارة مراجعة الحسابات. جنبا الي جنب مع المحامين والوكلاء المسجلين، وقد تمثل CPAs دافعي الضرائب في المسائل المعروضة على «دائرة الإيرادات الداخلية/IRS»
بالإضافة إلى الخدمات المباشرة التي يقدمها CPAs مباشرة للجمهور، أو التي يقدمها إلى الشركات أو المؤسسات أو الجمعيات، ويمكن المحاسبين القانونيين CPAs يعمل هؤلاء المستشارين تقريبا في أي مجال في التمويل بما في ذلك:
- ضمان وخدمات التصديق.
- تمويل الشركات	 (الاندماج والاستحواذ، الاكتتابات العامة الأولية وغيرها).
- حوكمة الشركات.
- التخطيط العقاري.
- المحاسبة المالية.
- تحليل البيانات المالية.
- التخطيط المالي.
- المحاسبة الجنائية (منع وكشف والتحقيق في عمليات الاحتيال المالية).
- ضريبة الدخل.
- تكنولوجيا المعلومات، خصوصا أن تطبق على المحاسبة والتدقيق.
- الاستشارات الإدارية وإدارة الأداء.
- إعداد الضرائب والتخطيط.
- الرأس المال الاستثماري.
- إعداد التقارير المالية.
- تقديم التقارير التنظيمية.

## الفئات الوظيفية المرشحة للحصول على الشهادة CPA
- العاملين في مجال التدقيق الخارجي والتدقيق الداخلي.
- المحاسبين بالشركات والبنوك.
- المدراء الماليون ورؤساء إدارات الحسابات.
- العاملون في قطاع التمويل بالقطاع الحكومي والخاص.
- خريجي كليات التجارة.

## امتحان CPA
من أجل أن يصبح المحاسب القانوني معتمد في الولايات المتحدة، يجب على المرشح التقدم واجتياز امتحان محاسب قانوني معتمد موحد (امتحان CPA الموحد)، التي يتم تعينيها بالمعهد الأمريكي للمحاسبين القانونيين (AICPA) وتدار عن طريق الرابطة الوطنية لمجالس الدولة للمحاسبة (NASBA). وإن CPA أنشئت بقانون في 17 أبريل سنة 1896.
ويتطلب التسجيل لدخول «امتحان CPA الموحد» والتي تحددها مجالس الدولة الفردية للمحاسبة. وقد اعتمدت جميع الولايات بما يعرف باسم «قاعدة 150 ساعة»، الذي عادة ما يتطلب فترة سنة إضافية بعد 4 سنوات في الشهادة الجامعية «بكالوريوس»، وفي مجال خبرة عملية لا تقل عن عاميين، أو درجة الماجستير.
يسمح «مجلس ولاية كولورادو في المحاسبة» المحاسبين من الاختصاصات المؤهلة (أستراليا، جنوب أفريقيا، وكندا، وأيرلندا، ونيوزيلندا)، الأهلية التسجيل التلقائي في «امتحان CPA الموحد» كمرشح كولورادو، أي لايشترط وجود خبرة عملية سابقة. للتأهيل الدولي/IQEX كبديل لامتحان CPA الموحد.
امتحانات «CPA الموحد» تختبر المبادئ القانونية العامة مثل قانون العقود والوكالات وبعض القوانيين الاتحادية كمثال.

## المؤهلات المطلوبة للتسجيل للاختبار
يتطلب التسجيل لدخول الاختبار: الحصول على مؤهل جامعي، درجة البكالوريوس، في المجال، خبرة عملية لا تقل عن عامين في مجال التدقيق.
ولا يشترط وجود الخبرة في بعض الولايات الأمريكية مثل كاليفورنيا ويشترط أداء الامتحان الخاص بها داخل حدود الولايات المتحدة الأمريكية أو الجزر التابعة لها. وقد تم السماح بالاختبار خارج الولايات المتحدة من النصف الثاني لعام 2011 في الدول الاتية:
- البحرين
- الكويت
- اليابان
- لبنان
- الإمارات العربية المتحدة
وقد أضيفت البرازيل وكندا لاحقا إلى قائمة الدول المتاح فيها الاختبار لمزيد من المعلومات يرجي زيارة الموقع
www.aicpa.org/cpa-exam.

## قيمة الحصول على الشهادة
- إن الحصول على شهادة المحاسب القانوني المعتمد يعني اكتساب سمعة عالمية في مجال التدقيق، نظراً لاحتياج السوق بوجه عام لهذا التخصص الدقيق، توفر هذه الشهادة لحامليها فرصاً وظيفية متميزة نظراً للمهارات رفيعة المستوي والخبرات التي تؤهلهم لها هذه الشهادة.
- التواصل مع الآلاف من المحاسبين القانونيين المعتمدين على مستوي العالم من خلال عضوية المعهد الأمريكي للمحاسبين المعتمدين والاطلاع على ما يطرأ على هذا التخصص الهام وتجدر الإشارة إلى أن شهادة المحاسب القانوني المعتمد تمنح من قبل المجلس المحاسبي الأمريكي (State Board of Accountancy/NASBA).
- يتيح لقب CPA لحامله مزايا مهنية متميزة نتيجة لثقل مهاراتهم المهنية.
- إن الأشخاص الحاصلين على CPA هم الأشخاص الذين استوفوا متطلبات تجربة أكاديمية وتدريبية قوية، ومن ثم فهم يؤدون أعمالهم طبقاً لمعايير مهنية رفيعة المستوي ويلتزمون بقانون صارم لأخلاقيات المهنة.
- أن ما يتميز به حاملو CPA من المصداقية والموضوعية والاستقلالية والمتابعة الحثيثة في بيئة الأعمال العالمية التي تتسم بالمنافسة، يضع المؤسسة في مكانة تسمح لها بتحقيق العديد من القيم لعملائها على الصعيدين التشغيلي والربحي.

## التسجيل للعضوية
- على الراغبين في الحصول على عضوية المجمع الأميركي للمحاسبين القانونيين المعتمدين AICPA تعبئة النموذج المخصص للعضوية والمتاح على الموقع الإلكتروني www.aicpa.org.
- جدير بالذكر أن الجهة المنظمة للاختبار هي مركز بروميتريك المعتمد من المجمع الأميركي للمحاسبين القانونيين المعتمدين. ولذا يتم التسجيل للاختبار من خلال رابط www.prometric.com/CPA.
- ومن المهم ملاحظة أن العضوية لا تمنح للمشارك إلا بعد اجتيازه لاختبار CPA.

## مواعيد الاختبار
جميع أشهر السنة ما عدا الأشهر التالية:
كانون أول، آذار، حزيران، أيلول.

## رسوم العضوية
ينعقد اختبار CPA في الولايات المتحدة، وسعر الدورة يتراوح بين 1900-3500 دولار اعتماداً على نوعية المراجع.

## وصلات خارجية
- موقع دليل المحاسبين
- المستشارون العالميون
- National Association of State Boards of Accountancy - CPA Exam (NASBA) — United States
- American Accounting Association
- CPA exam] (AICPA
- CPA Exam Cram Blog (New Jersey Society of CPAs
- Becoming a CPA (AICPA
- Accounting information for college and high school students (AICPA
- Maryland Association of CPAs (MACPA
- Tomorrow's CPA Student Site (MACPA
- The blog for New CPAs & Young Professionals (MACPA
- The blog for CPAs (MACPA
- CPA License Information
- A historical article on how account certification was first organized in the U.S.
- National Society of (Public) Accountants
- Florida Institute of CPAs
- Emerging CPAs Message Board (Pennsylvania Institute of CPAs